# Изабела од Вилардена
Изабела Вилерден (1260/1263 – 23. јануар 1312) била је владајућа кнегиња Ахаје од 1289. до 1307. године. Она је била старија ћерка кнеза Вилијама II од Ахаје и његове треће жене, кнегиње Ане Анђел Комнин Дука, друге ћерке деспота Михаила II Анђела Комнина Дука, епирског деспота. 

## Први брак
Дана 28. маја 1271. године, Изабела се удала за принца Филипа од Сицилије, сина краља Карла I од Сицилије. Овај брак је био унапред одређен Уговором из Витерба у мају 1267. године, између краља Карла I, прогнаног цара Балдуина II од Константинопоља и Изабелиног оца. Користећи несигуран положај остатака Латинског царства пред препородом грчке моћи, краљ Карло I је стекао суверена права над Ахајом; штавише, наследници цара Балдуина II и кнеза Вилијама II требало је да се венчају са Карловом децом, а краљ Карло I је требало да преузме и царевину и кнежевину ако парови не буду имали наследнике.
Филип је постао титуларни краљ Солуна 1274. године, али је умро 1. јануара 1277. године, пре свог оца. У складу са уговором, након смрти Изабелиног оца кнеза Вилијама II, 1278. године, њен свекар краљ Карло I је наследио Ахајски престо.

## Нови брак и владавина
Краљ Карло I је умро 1285. године, наследио га је његов син краљ Карло II. Године 1289., приликом Изабелиног брака са Флораном од Ено, краљ Карло II је пару доделио кнежевину Ахају, под условом да се кнегиња Изабела неће поново удати без пристанка краља Карла II, ако надживи свог мужа. Кнез Флорент и кнегиња Изабела су имали ћерку Матилду.
Као кнез, Флорент је преговарао о Гларентском уговору са Византијским царством 1290. године. Мир је трајао до 1293. године, када су Грци поново заузели Каламату; Флорентови емисари су, међутим, убедили цара Андроника II Палеолога да је врати. Године 1296. Грци су поново заузели замак Светог Ђорђа у Аркадији. кнез Флорент га је опседао, али је умро 1298. године, пре него што је био заузет.
Кнегиња Изабела се поново удала у Риму 12. фебруара 1301. године. Њен трећи муж био је Филип Савојски, господар Пијемонта, који је сада постао кнез Ахаје. Кнез Филип је имао за циљ да поново освоји целу Лакедемонију од Византијског царства. Био је ауторитарни владар и то га је довело у сукоб са баронима његовог краљевства. Покушао је да умири бароне Мореје, али је био приморан да прихвати скупштину 1304. године. Грчко сељаштво, схрвано порезима, затим се побунило. 1306. године, кнез Филип и кнегиња Изабела су позвани на двор краља Карла II у Напуљу. Кнез Филип је оптужен за нелојалност и неуспех да подржи краља Карла II у кампањи против Епира, а кнегиња Изабела да није тражила пристанак свог сизерена пре него што се удала за кнеза Филипа. Краљ Карло II им је одузео Ахају и 5. маја 1306. године, поклонио је директно свом сину кнезу Филипу I од Тарента. 

## Каснији живот
Филип Савојски се на крају одрекао свог права на Ахају 11. маја 1307. године, у замену за округ Алба. Кнегиња Изабела се одвојила од њега и отишла да живи у Ено, настављајући да претендује на кнежевину. Кнегиња Изабела је умрла 23. јануара 1312. године, након чега се Филип Савојски поново оженио. Након смрти кнеза Филипа од Тарента 1313. године, Изабелина ћерка од Флорента, Матилда од Ено, постала је кнегиња од Ахаје.
Њен живот је био инспирација за принцезу Исабелу [ел] (Πριγκιπεσσα Ιζαμπω), роман грчког писца Ангелоса Терзакиса, првобитно објављен у новинама Катхимерини 1937–38.